# Videografia de NewJeans

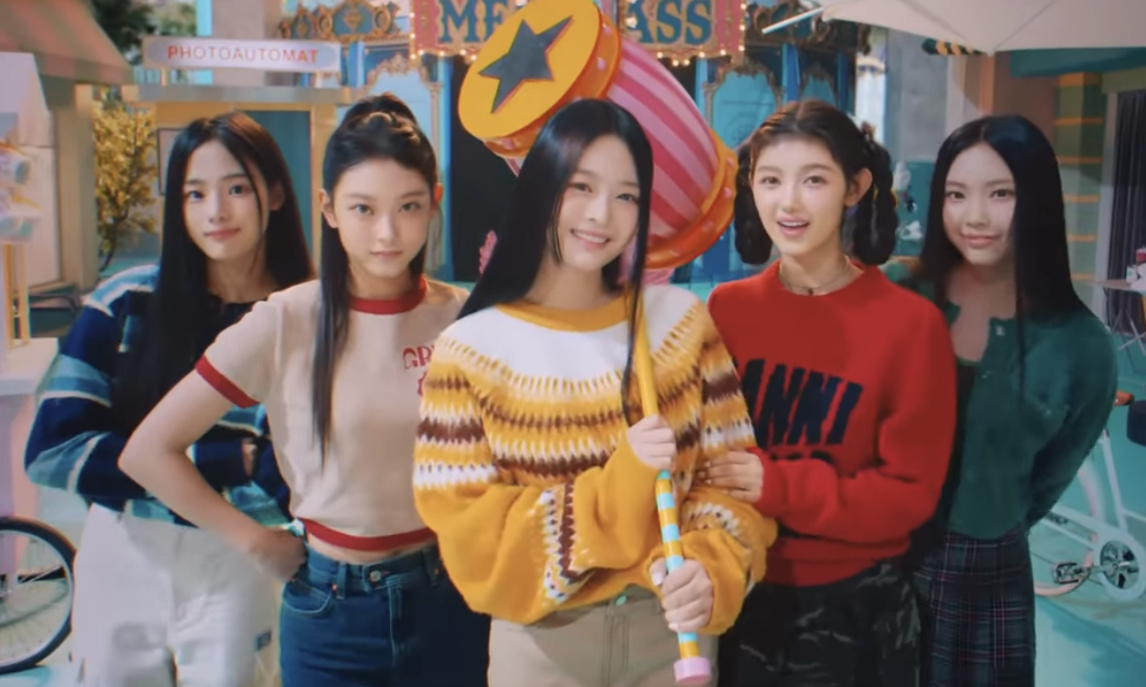
NewJeans em um comercial para MegaStudy em 2022

O girl group sul-coreano NewJeans apareceu em 19 videoclipes e vários comerciais ao longo de sua carreira. Seu primeiro videoclipe, "Attention", foi lançado surpresa em 22 de julho de 2022, através do YouTube. Para promover seu primeiro extended play (EP) New Jeans (2022), elas lançaram videoclipes para todas as faixas — "Attention", "Hype Boy", "Cookie" e "Hurt". Três videoclipes para as canções "Ditto" e "OMG" acompanharam seu próximo lançamento, o single álbum OMG (2023). Elas lançaram videoclipes para todas as faixas - "New Jeans", "Super Shy", "Cool with You", "ETA", "Get Up"  e "ASAP" — de seu segundo EP Get Up (2023). 

## Videoclipes
| Título                              | Ano  | Diretor       | Notas                            | Ref.   |
| ----------------------------------- | ---- | ------------- | -------------------------------- | ------ |
| "Attention"                         | 2022 | Heewon Shin   |                                  | [ 1 ]  |
| "Hype Boy" (Intro)                  | 2022 | Dongle Shin   |                                  | [ 2 ]  |
| "Hype Boy" (Minji ver.)             | 2022 | Dongle Shin   |                                  | [ 3 ]  |
| "Hype Boy" (Hanni ver.)             | 2022 | Dongle Shin   |                                  | [ 4 ]  |
| "Hype Boy" (Danielle & Haerin ver.) | 2022 | Dongle Shin   |                                  | [ 5 ]  |
| "Hype Boy" (Hyein ver.)             | 2022 | Dongle Shin   |                                  | [ 6 ]  |
| "Hurt"                              | 2022 | Heewon Shin   |                                  | [ 7 ]  |
| "Cookie"                            | 2022 | Dongle Shin   |                                  | [ 8 ]  |
| "Ditto" (side A)                    | 2022 | Wooseok Shin  |                                  | [ 9 ]  |
| "Ditto" (side B)                    | 2022 | Wooseok Shin  |                                  | [ 9 ]  |
| "Hurt" (250 remix)                  | 2022 | Shin Hee-won  |                                  | [ 10 ] |
| "OMG"                               | 2023 | Wooseok Shin  |                                  | [ 11 ] |
| "Zero"                              | 2023 | Sung-hwi      | Promovendo Coca-Cola Zero Açúcar | [ 12 ] |
| "New Jeans"                         | 2023 | Youngeum Lee  |                                  | [ 13 ] |
| "Super Shy"                         | 2023 | Shin Hee-won  |                                  | [ 14 ] |
| "Cool With You" (side A)            | 2023 | Shin Woo-seok |                                  | [ 15 ] |
| "Cool With You" & "Get Up" (side B) | 2023 | Shin Woo-seok |                                  | [ 16 ] |
| "ETA"                               | 2023 | Shin Woo-seok | Promovendo iPhone 14 Pro         | [ 17 ] |
| "ASAP"                              | 2023 | Jakyoung Kim  |                                  | [ 18 ] |
| "Bubble Gum"                        | 2024 | Youngeum Lee  |                                  | [ 19 ] |
| "How Sweet"                         | 2024 | Shin Hee-won  |                                  | [ 20 ] |

## Comerciais
| Empresa                  | Ano  | Título                                     | Diretor        | Promovendo            | País           | Notas                                                                         | Ref.          |
| ------------------------ | ---- | ------------------------------------------ | -------------- | --------------------- | -------------- | ----------------------------------------------------------------------------- | ------------- |
| SK Telecom               | 2022 | "Attention! New0을 위한 iPhone 14 Pro"     | Kim Min-sung   | iPhone 14 Pro         | Coreia do Sul  |                                                                               | [ 21 ] [ 22 ] |
| Megastudy                | 2022 | "수능도, 내신도! 2024 0원 메가패스"        | Lee Han-gyeol  | Megapass              | Coreia do Sul  |                                                                               | [ 23 ] [ 24 ] |
| Shinhan Bank             | 2022 | "My Heart's Instinct" / "Story Instinct"   | —              | New Sol               | Coreia do Sul  | Ganhou o Prêmio de Satisfação do Cliente no 2022 Hankyung Advertising Awards. | [ 25 ] [ 26 ] |
| Coca-Cola Company        | 2023 | —                                          | Sung-hwi       | Coca-Cola Zero Açúcar | Coreia do Sul  | Apresenta "Zero" de NewJeans.                                                 | [ 27 ]        |
| McDonald's               | 2023 | "뉴진스도 춤추게 하는 빠삭함, 맥크리스피!" | —              | McCrispy              | Coreia do Sul  |                                                                               | [ 28 ] [ 29 ] |
| Hyundai Department Store | 2023 | "NewJeans, 현대백화점을 면세하다"          | Jeon Mun-young | Duty Free Shop        | Coreia do Sul  |                                                                               | [ 30 ] [ 31 ] |
| SK Telecom               | 2023 | "0을 위한 특별한 베네핏, Made in 0"        | Hobin          | iPhone 15 Pro         | Coreia do Sul  |                                                                               | [ 32 ] [ 33 ] |
| Lotte Wellfood           | 2023 | "Say Hello with Pepero"                    | —              | Pepero                | Estados Unidos |                                                                               | [ 34 ]        |
| Lotte Wellfood           | 2023 | "Hello, New Me" / "これガムイタガム"       | —              | Itagum                | Japão          | Apresenta "OMG" de NewJeans.                                                  | [ 35 ]        |
| Shinhan Bank             | 2023 | "신한 X 뉴진스 새로운 금융의 시작"         | Lee Hyun-ji    | Super Sol             | Coreia do Sul  |                                                                               | [ 36 ]        |
| Kao Corporation          | 2024 | "A sparkling morning begins"               | —              | Essential Premium     | Japão          | Apresenta "Bubble Gum" de NewJeans.                                           | [ 37 ]        |

## Outros lançamentos
| Título                  | Detalhes do álbum                                                           | Ref.   |
| ----------------------- | --------------------------------------------------------------------------- | ------ |
| NewJeans Yearbook 22-23 | - Lançamento: 30 de novembro de 2023 - Gravadora: ADOR, Hybe - Formato: VOD | [ 38 ] |